# Екоактивна діяльність
Екоактивна діяльність – це абревіатура чи слово яке означає дослівно екологічна активність. Це будь-яка діяльність спрямована на збереження чистоти екосистем та різноманітності біосвіту.
У загальних рисах, екоактивність може виявлятися як будь-яка діяльність,що покращує чистоту середовища,таким чином запобігаючи екологічній кризі планети і здійснюючи  позитивні зміни.

Екологічна діяльність включає в себе всі види діяльності,що пов'язані з природними цінностями, або  способами людського існування,яке не приносить шкоду природі, наприклад, шляхом переробки або збереження електроенергії.

## Види екодіяльності
- Переробка матеріалів і відходів.
- Збереження електроенергії.
- Багаторазове використання та відновлення ресурсів.
- Екотуризм*.
- Просте виживання без додаткових ресурсів.
- Використання альтернативного екологічного транспорту.
- Органічне землеробство та інші види сільського господарства.
- Садівництво екзотичних культур та пермакультур.
- Волонтерські заходи збереження природи.
- Політка охорони середовища.
- Відеороліки про екологію.
- Екотероризм*.
- Екологічний порядок споживача.
- Екологічна освіта.
- Інші екологічно чисті способи життя.